# 巴斯克維爾效應
巴斯克維爾效應，或巴斯克維爾獵犬效應，是一種自我心靈暗示的预言，例如在不吉利的日子裡因為心肌梗塞的死亡率上升，因為相信迷信的人會對自己帶來心理壓力。此術語源自夏洛克·福爾摩斯的小說《巴斯克維爾的獵犬》 ，小說中一只看起来像來自地獄的狗追逐患有慢性心臟病的查爾斯·巴斯克維爾爵士。在小說中，這隻狗只有詛咒了他的家人，但巴斯克維爾在極大的恐懼中因為心生恐懼，最後「臉上帶著恐懼的面容」死於心臟病。